# Sobre el mecanismo psíquico de fenómenos histéricos
Sobre el mecanismo psíquico de fenómenos histéricos, en alemán «(Über den psychischen Mechanismus hysterischer Phänomene)» es una obra de Sigmund Freud de 1893.

## Sobre la obra
La obra es una versión taquigráfica de una conferencia realizada por Freud en el Club Médico de Viena, realizada el 11 de enero de 1893.
La obra en castellano, se encuentra en Primeras publicaciones psicoanalíticas (1893-1899), del tomo III de las Obras completas de Sigmund Freud.

## Contenido

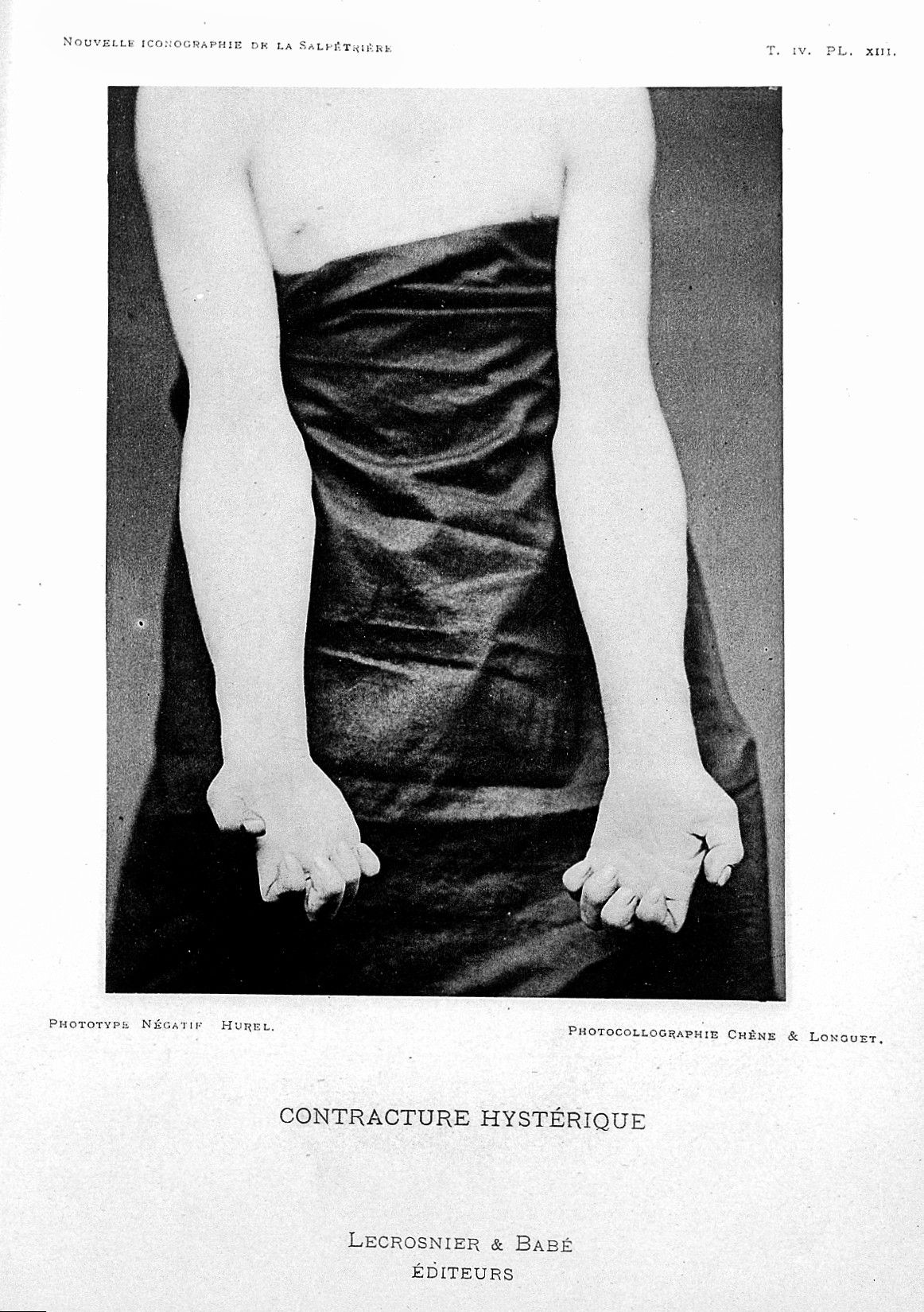
Paciente con contractura histérica del Hospital de la Pitié-Salpêtrière en 1891

Esta es una obra pre-psicoanalítica escrita por Sigmund Freud, explora el mecanismo psicológico detrás de los fenómenos histéricos. Freud propone que estos síntomas son el resultado de una represión de conflictos y deseos inconscientes que se manifiestan de manera simbólica en el cuerpo. 

Supongan ustedes que un pesado madero cae sobre la espalda de un obrero. El golpe lo arroja al suelo, pero pronto él se convence de que no fue nada y regresa a su casa con una leve magulladura. Pasadas unas semanas o unos meses, despierta una mañana y nota que el brazo donde recibió el trauma está dormido, pende paralizado, siendo que en el período intermedio, en el período de incubación por así decir, lo había usado perfectamente.

Según Freud, la histeria es causada por experiencias pasadas traumáticas reprimidas. Estas experiencias se expresan a través de síntomas físicos como parálisis, convulsiones y pérdida de la voz. Freud argumenta que estos síntomas tienen una función simbólica, ya que permiten al paciente expresar y comunicar de manera indirecta los deseos y conflictos reprimidos.
En su ensayo, Freud también introduce el concepto de "mecanismo de conversión", que describe cómo los conflictos y deseos inconscientes se transforman en síntomas físicos. Freud sostiene que esta conversión ocurre debido a la incapacidad del individuo para expresar directamente sus deseos reprimidos. En cambio, los deseos se canalizan hacia el cuerpo y se manifiestan en forma de síntomas somáticos. El objetivo terapéutico de Freud es descubrir los conflictos subyacentes y ayudar al paciente a hacer consciente lo inconsciente, lo que permitiría la resolución de los síntomas histéricos. A través de esta obra, Freud sentó las bases de su teoría psicoanalítica y sentó las bases para futuras investigaciones en el campo de la histeria y la psicología del inconsciente.